# 川崎市中1男子生徒殺害事件
川崎市中1男子生徒殺害事件（かわさきしちゅういちだんしせいとさつがいじけん）は、2015年（平成27年）2月20日に、神奈川県川崎市川崎区港町の多摩川河川敷で13歳の中学1年生の少年が殺害された上に遺体を遺棄され、事件から1週間後に少年3名が殺人の疑いで逮捕された少年犯罪。

## 概要
- 2013年7月 - 被害者Aが島根県隠岐郡西ノ島町から川崎市に転居。
- 2014年
  - 4月 - Aが中学校に入学[4]。
  - 夏 - Aが部活に参加しなくなる。
  - 11月 - Aが年上のグループと関わり始める[4]。
- 2015年
  - 1月8日の冬休み明け以降、Aが登校しなくなる。その後「殺されるかもしれない」と友人に漏らす。
  - 2月16日 - 担任教諭の電話にAが出て「そろそろ学校行こうかな」と発言[4]。
  - 2月19日夜 - Aが母親と自宅で食事をし、最後の会話を交わした後に外出する[4]。
  - 2月20日
    - 午前2時頃 - Aが死亡したと推定される。
    - 午前3時頃 - 川崎市の公園の公衆トイレから出火していると119番通報。火災場所から焼け焦げた衣服や靴底が発見され、Aの履いていた靴のメーカーと一致している[4][5]。
    - 午前6時15分頃 - 多摩川の河川敷で通行人がAの遺体を発見し、110番通報[4]。

  - 2月21日 - 神奈川県警察が遺体をAと発表し、川崎署に殺人・死体遺棄事件の捜査本部を設置。被害者の死因は首を刃物で傷つけられたことによる出血性ショック。Aの遺体に着衣はなく、首の後ろから横には鋭利な刃物により切り傷が集中。顔や腕にも切り傷があり、数本の拘束バンドが殺害現場から発見されており、手足を縛られて激しい暴行を受けた可能性あり[6]。
  - 2月27日 - 殺人容疑で少年である男X・Y・Zを逮捕[7]。
  - 3月5日 - 同日発売の「週刊新潮」2015年3月12日号にリーダー格とされる犯行当時18歳の男Xの実名と顔写真が掲載される[8]。週刊新潮側は「社会に与えた影響の大きさ」や「インターネット上に早くから実名と顔写真が流布していたこと」を理由に、実名報道に踏み切った[9]。これに対し、日本弁護士連合会（日弁連）は同日「極めて遺憾である」との会長声明を発表し[9]、横浜弁護士会もこの件に対して抗議する小野毅会長の談話[10]を発表、同誌編集部にも談話を郵送した[11]。日弁連は「少年の更生と社会復帰を阻害するおそれが大きい」として少年法の意義を強調している[12]。

## 加害者

### 逮捕
2月27日午前11時、捜査本部は母親と弁護士と共にタクシーで川崎署に出頭してきたリーダー格とされる当時18歳の無職の男Xを（この際、弁護士がXは死亡推定時刻当時に家にいたという旨を捜査本部に述べてから出頭させている）、午後0時30分に自宅で当時17歳の男Yを、午後1時30分に同じく当時17歳の男Zを署内でそれぞれ殺人容疑で逮捕した。逮捕容疑は2月20日午前2時頃、多摩川河川敷でAの首などを刃物のようなもので突き刺すなどして出血性ショックで殺害した疑いで、死体遺棄容疑でも調べられている。

### 捜査
捜査関係者によると遺体発見現場付近にある防犯カメラの映像の解析などからX・Y・Zが浮上。死亡推定時刻の直前にAと一緒に現場に向かい、3人だけで立ち去った疑いが濃厚だという。LINEの通信履歴から、3人の内の1人が2月19日の夜にAを呼び出すメッセージを送っていたことも確認された。こうした状況証拠から事件当時、Aに危害を加えることが可能だったのは3人に絞り込めると判断した。AとXは2014年12月に知り合い、年明けの1月からは暴力を受けていたことも確認され、2015年1月14日に横浜市の駐車場で「LINEの返信が遅い」などとしてXはAを正座させて10分以上殴り続けたという。この際は別の少年が仲介して収まったがAの頬は腫れ上がり、目の周りに大きな痣ができていたとされ、この時からAはグループから抜けたいと漏らしていたという。
事件直後の公園の公衆トイレでの火災に関しては、Xら3人が証拠隠滅のために燃やしたと見られている。3人は移動手段に自転車を使っていたことも防犯カメラから確認されている。
同級生の17歳の少年はAとほとんど面識や付き合いは無く、Xが連れて来る男の子くらいの認識だったとされ、YとZはXに巻き込まれる形で犯行に加わったのではないか、とも見られている。

### 被告人について
X・Y・Z3人は地元の顔見知りで、Y・Zの内1人がXと同じ中学出身の同級生で、別の17歳の少年が1学年下で別の中学校を卒業した。Xについて幼馴染の川崎区在住の男性は「酒を飲んで酔っ払って暴れ出すと誰も怖がって止められなかった」「派遣会社に勤め、いつもズボンとバッグに2本のカッターナイフを携帯し仕事で使うんだよと自慢げに話していた」と証言。Xが半年前に退学した高校の全日制に通う男子生徒は「昔から自分より年下の人間を子分のようにして威張っていた」「中学生の時から友人の金を盗んだり喧嘩で顔が骨折するまで殴っていた」と証言している。他の同級生によると「Xは弱い者いじめをする奴だったが、強い奴には逆らわない。周りは年下ばっかだった」と証言。地元の中学生は「年下の少年を連れてゲームセンターやショッピングセンターにたむろしているのをよく見ました」と証言。小中学校時代の同級生は「不良というほどでもなかったが、年下ばかりを引き連れてることで有名。事件がニュースになった時もXじゃねえかと噂になった」「同級生と話しているのを見たことがない。（同年代の）友達はいなかった。ただ弱い者いじめをしていた。弱い者には強く、強い者には弱い」「小学校時代から体格の小さい同級生を舎弟のように連れまわし、その舎弟にランドセルを持たせた」と証言している。Xは定時制高校に入学してから中学時代に較べて髪の毛などが派手になったとされ、未成年であるが喫煙や飲酒もしており、原付に乗って鉄パイプで男性を殴って鑑別所に送られた前科もあるとされる。彼女がいてその影響でアニメ好きになったが、彼女からは次第に関わりあいを避けられるようになったとされる。高校時代は音楽部に所属していたがすぐに来なくなったとされる。他にも2年前にXが近隣住民が飼っていた子猫を水に沈めて殺害した、中学時代にキレるとハサミを突きつけた、同級生から金を取った、などの証言もある。殺害現場となった河川敷はXのグループが中学時代からのたまり場としていた所だった。

### 取り調べ
当初、Xは「何も言いたくありません」と黙秘し、YとZは「近くにいただけ」「殺した覚えもない」と容疑を否認。また17歳の少年の内1人は「殺したのはX」「Xが（被害者の）首に刃物を刺すのを見た」という趣旨の供述をしていたが、Xら3名の供述は次第に変化し被害者の殺害を認める供述を始める。主犯格のXは被害者を切ったことを認め、動機として「Aが周囲から慕われてむかついた」と供述。前述しているが1月にXはAに対し暴行を行い、2月12日にAの知人らがXの自宅にその暴行に関しての抗議に訪れ「Aのためにこれだけの人が集まったと思い、頭にきた」と供述している。17歳の無職の少年は一旦殺害場所から離れたが、携帯電話でXから「戻って来い」と指示を受け、さらに「お前もやれ」と命令されて切った、と供述している。3月6日に捜査本部はXを立ち会わせて殺害現場とされる河川敷周辺を実況見分させた。この実況見分ではXの姿が映らないよう、特製箱で覆われ周辺道路は午後1時過ぎから2時間ほど規制されるなど、ネットや週刊誌でXの真偽不明の写真が拡散されていることに配慮されたものとなった。またXは実況見分の際、現場でAに対して手向けられた花束を見て「箱の中で手を合わせて心で謝った。手を合わせることができて嬉しかった」「すごい（多くの）人が悲しんだんだな。えらいことを（自分は）やったんだと思った」と話した。事件前に連絡をとった17歳の無職の少年は「自分がAを誘わなければこんなことにはならなかった。Aには申し訳ない」と悔悟の言葉を供述した。

### 裁判
Xが殺人罪、YとZが傷害致死罪で起訴された。
X
2016年2月2日に初公判（裁判員裁判）が横浜地裁（近藤宏子裁判長）で行われ、Xは起訴内容を認めた。弁護側の被告人質問で、Xは「Aを呼び出した後、YとZの前で引くに引けず、『どうすればいいか分からなくなり、雰囲気に流された』」と殺害に至った経緯を説明した。YとZを「巻き込んでしまった」と話す一方、「一人だったらやっていない。気持ちが大きくなり、その場の雰囲気もあった」と語った。Xは、YとZも実際にカッターナイフで被害者を切ったほか、自分らがAに2度にわたり裸で川を泳ぐよう強要したと説明。Aは次第に衰弱していったとも説明した。最後に「（Aに）痛い思い、怖い思いをさせ申し訳ない。A君を忘れず、背負っていく」と述べた。Xは終始小声で、裁判長が聞き直す場面が何度も見られた。これに先立ち検察側は冒頭陳述で動機について「横浜での傷害事件の後、Aの知人らがX宅に押し掛けて謝罪を要求したことで、告げ口されたと考え怒りを募らせていった」「頬を数回切り付けた後、中途半端なまま帰すと逮捕されたり報復されたりすると思い、殺害を決めた」と指摘。傷害致死罪で起訴されたYの供述調書を朗読し、事件後に近くの公園の公衆トイレでAの衣服を焼き、3人で口裏合わせをしたと指摘した。一方、弁護側は「別の少年からカッターを渡され、反射的に切りつけた」「強い殺意はなく、止めてくれないかという気持ちもあった。切りつけているうちにどうしていいか分からなくなった」と衝動的な行為だと主張、また、Xの家庭環境などに触れ「暴力以外で解決する手段を知らずに育った」と指摘し、寛大な量刑を求めた。また、閉廷後に時事通信の取材に応じ「Xの成育環境や人間関係に端を発した事件だ」と述べた。公判は3日間連続で審理し（2月3日は検察側の被告人質問などが行われた）、2月4日に結審した。4日、検察は「Aが暴行されたことを知り合いに話したことで、Xは『被害者がすべて悪い』と考えた。犯行は残虐であり、Aの知人からの報復などを恐れて自己保身のために行われたもので、与えた絶望や恐怖は計り知れない」「Xは主犯格として、最も責任を負うべきだ」と述べ、懲役10 - 15年の不定期刑を求刑した。一方、弁護側は「事件はY・Zと協力したもので、2人から止められることなく引くに引けなくなった。Xは反省しており、更生できる」と減刑を求めた。また、Aの両親が被害者参加制度で法廷に立ち、父親は「Aを失った悲しみは何一つ癒されることはありません。これからもないと思います。私はこの悲しみや苦しみを一生もっていかなければなりません。Aの命を奪った被告たちを一生許すことはないでしょう」と述べ、母親は「被告に言いたいことはひとつだけです。息子を返してほしい」と述べた。最後に裁判長がXに「最後に何か話したいことはありますか」と聞き、Xは「Aの家族から話を聞いて、どう答えたらいいか分かりませんでした。本当にすみませんでした」と小声で話し、頭を下げた。10日、横浜地裁はXに懲役9年以上13年以下の不定期刑を言い渡し、検察側・弁護側共に控訴期限までに控訴せず、刑が確定した。
Y
2016年3月2日に初公判（裁判員裁判）が横浜地裁（近藤宏子裁判長）で行われ、Yは起訴内容を認めた。一方、Zが切り付けたかどうかは「見ていない」と述べた。検察は冒頭陳述で、「Yは2015年2月19日夜にAからLINEで連絡が来た際、Xらと一緒にいることを隠して呼び出し、Xの指示でAの首を複数回切り付け、犯行後には事件を口外しないよう話し合うなど、悪質性・凶悪性の点から刑事処分が相当」と述べた。一方、弁護側は「犯行はXの指示の影響が大きく、悪質性は低い上、深い傷も負わせておらず残忍性も認められない」として家裁送致の上で少年院収容が妥当だと主張した。3月7日、検察は「自己保身のために犯行に加わっており、凶悪性を減じる特段の事情は認められない」として懲役4 - 8年の不定期刑を求刑した。一方、弁護側は「Xに脅されて犯行に及んだもので、自発的なものではなく、少年院で育て直せば更生の余地がある」として家裁送致を求めた。3月14日、横浜地裁はYに懲役4年以上6年6月以下の不定期刑を言い渡し、検察側・弁護側共に控訴期限までに控訴せず、刑が確定した。
Z
2016年5月19日に初公判（裁判員裁判）が横浜地裁（近藤宏子裁判長）で行われ、Zは事件現場にいたことは認めたが、Aの首を切り付けたり頭を護岸に叩きつけたりはしていないとして無罪を主張した。検察は冒頭陳述で「ZがXにカッターナイフを渡し、自らも切り付けており、共謀が成立している」と指摘した。一方の弁護側は「カッターナイフを差し出しておらず、切り付けてもいないため、共謀の事実は無い。カッターナイフの入ったカバンはXのもの」と反論した。同日の証人喚問ではXが証人として出廷し、「Zがカバンから取り出したカッターナイフを受け取り、自分が切った後にZに差し出すと、Zも首を複数回切った」「Zが切った時にカッターナイフの刃が折れ、Aを川で泳がせた後、Zが被害者の頭をつかんで護岸に叩きつけた」などを証言した。5月24日、論告求刑で検察側は「Zは切り付け行為の発端を作っており、責任は主犯のXに劣らないほど重い」として懲役6 - 10年の不定期刑を求刑した。一方、弁護側は「Xの証言は客観的証拠と矛盾していて信用できない。Zの暴行の直接的証拠は無く、名前も知らない被害者を暴行する動機も無い」として無罪を主張した。6月3日、横浜地裁は「主導的立場のXにカッターナイフを手渡したZの役割は大きい」「（無罪主張について）自らの行為に向き合っておらず、供述は不自然で信用性は低い」として求刑通りZに懲役6年以上10年以下の不定期刑を言い渡した。6月15日、Zは判決を不服として東京高裁に控訴した。
10月11日に東京高裁で控訴審が行われ、弁護側は「カッターナイフをZから受け取ったとするXの供述は信用できない」として改めて無罪を主張し、検察側は控訴棄却を求め、結審した。11月8日、東京高裁（青柳勤裁判長）は、一審判決を支持し、Zの控訴を棄却した。11月17日、弁護側は判決を不服として上告したが、最高裁第2小法廷（山本庸幸裁判長）は2017年1月25日付で上告の棄却を決定し、Zを懲役6年以上10年以下の不定期刑とした一審・二審判決が確定した。

## 被害者A
被害者の少年Aは中学校入学後、バスケットボール部に所属して熱心に取り組み、いつも笑顔を絶やさない明るい性格だったとされる。同級生の女子生徒も「彼はいつも笑っていた」と証言している。AはLINEで「グループを抜けたいが、怖くて抜けられない」と話していたという。Aの母方の祖父が事件後から1週間後、弁護士を通して「孫を失った悲しみ、日増しに募る」「親として子供を亡くした娘の姿を見ることがつらくてたまらない」とコメントを出している。

## 影響
この事件は凄惨な少年犯罪として諸方面に多大な影響を与えている。

### 政治
自民党の稲田朋美政調会長はXら3名の逮捕を受け「犯罪を予防する観点から現在の少年法の在り方はこれでいいのか、これからが課題になる」と述べて少年法の見直しも含めた検証が必要との認識を示した。さらに「少年が加害者である場合は（報道などで）名前も伏せ、通常の刑事裁判とは違う取り扱いを受けるが（少年犯罪が）非常に凶悪化している」とも指摘した。安倍晋三首相は2月27日午前の衆院予算委員会で再発防止策の検討と学校・教育委員会・警察などの連携が十分だったのかどうかの検証を示唆した。文部科学省は省内に再発防止策検討の作業チームを設置し（座長、丹羽秀樹文部科学副大臣）、全国の小中高校と特別支援学校を対象にして日曜日など学校がない日を除いて7日以上連続で連絡が取れず、生命や身体に被害が生じる恐れがある児童・生徒がいないかどうかなど緊急調査することを決めた。調査は2015年3月9日まで行われる予定。川崎市教育委員会は2月27日午後6時40分から臨時会議を開催。再発防止に向けて市教委、市がそれぞれ来週にも検証委員会を設置することを決めた。
文部省の全国調査の結果、7日以上学校を欠席していて連絡が取れず、身の安全を確認できない児童や生徒が232人、不良グループと関わりがあり不自然なあざがあるなど暴行を受けている可能性がある生徒らが168人で、危険な目に遭う恐れがある生徒らは合わせて400人としている。また保護者の協力が得られず、生徒の状況が確認できないケースも多く、文科省は今回の調査は学校ごとの判断にばらつきがあり精度が高い統計とはいえないと説明したうえで、「調査を通じて生徒の安全状況をしっかり把握してほしい」としている。

### ネットでの反響
上述のように日本では少年犯罪は原則的に匿名報道となるため、インターネットが普及してからはネットユーザーが「犯人探し」を行うようになり、事件と無関係の人物が犯人またはその仲間として扱われ、個人情報が電子掲示板やSNSなどに書き込まれる問題がたびたび起きており、今回の事件でも発生後から複数の事件と無関係の人物が真偽不明のまま「これが犯人らしき人物の写真。拡散希望」などと名指しされ、顔写真や氏名・住所・家族構成が拡散される事態となった。ある中学生(当時)の少年はニコニコ生放送の配信において被害者の通夜会場やXの自宅に行き、Xの氏名などの個人情報を口頭で伝えたりXの家族が帰宅するシーンを撮影したりしている。犯人の仲間扱いされた者の中には、脅迫や誹謗中傷を受け、外出、特に人混みに恐怖を感じるようになった者もいる。真偽不明のまま書き込まれているこれらの投稿は名誉毀損罪や脅迫罪にあたる可能性があるとされる。「ツイッターのリツイート機能を使えば指先1つで簡単に内容を転載できるが、投稿内容が訴訟で名誉毀損と判断された場合、コピーして投稿しただけでも書き込みと同様に扱われることが判例で示されている」と弁護士の久保健一郎は語っている。
前述のように週刊新潮がXの実名と顔写真を報じたことに対してはインターネット上で、「『週刊新潮』よくやった!!」「それだけのことをしたんだからもう仕方ない」「再発予防と抑止力につながる」といった賛成の声が多く上がっている一方、「ただの集団リンチじゃないのか？」「刑が確定するまで、犯罪者ではない（無罪推定の原則）」「世論を代表する制裁者を気取っているのか」といった疑問の声も上がっている。Xを匿名で報じたライバル誌の週刊文春も、「18歳主犯Xは懲役5年？ 時代遅れの少年法を改正せよ」とタイトルを打って10ページにもわたって事件を特集し、「ネット上では実名などが氾濫している」として、少年法はネットの規制には触れておらず、時代に即した法改正をすべきだとの識者コメントを紹介した上で、先進国でも少年を20歳で区分しているのは日本ぐらいで、18歳に引き下げるのは妥当だとの専門家の見方も伝えている。

### その他の意見
この事件を契機に少年法の厳罰化、適用年齢の引き下げが叫ばれるようになったが、この意見に対して弁護士の松原拓郎は現在の少年法でも十分だと慎重な意見を述べている。
ダウンタウンの松本人志は2015年3月15日放送の『ワイドナショー』（フジテレビジョン制作FNS系列）で、加害者の少年が雑誌やネット上で実名で伝えられていることについて「週刊誌に写真を載せるのは好きじゃない。商売でやってるから。まだ、お金なしにやってるから（いわゆるネット私刑の方が）まだ健全かと思う。いい、悪いは別として。（それ以上に）被害者の写真を隠せよというのがありますよね。あれだけバンバン出しといて、まず被害者を守ってやってほしい」と加害者の人権ばかりが注目されることに疑問を呈した。
一方、スマイリーキクチは、あくまで犯人たちの犯罪行為を非難する立場を表明しつつ、不良時代に凶悪な少年犯罪に関与していたとするネット上のデマが原因で長年に渡る誹謗中傷や脅迫を受けた自らの経験や、実際に検挙された犯人たちの取調べでの言動を踏まえて「『被害者のため』が単なる口実である以上は、少年法を厳罰化しても中傷する側にとって都合の良い逃げ口上を与えるだけで何の解決にもならない」と松本らとは異なる考えを示し「本当に被害者を考えているのであれば加害者を被害者にさせるやり方はするべきではない」「自分たちが正しいという思い込んでしまえば、犯人たちとレベルが変わらなくなる」と自らの見識を述べている。